# Rezerwat przyrody Skarpa Oborska
Rezerwat przyrody Skarpa Oborska – leśny rezerwat przyrody położony w całości na terenie gminy Konstancin-Jeziorna pomiędzy uzdrowiskiem Konstancin i wsią Słomczyn. Wchodzi w skład Chojnowskiego Parku Krajobrazowego.
Został powołany Zarządzeniem Ministra Leśnictwa i Przemysłu Drzewnego z dnia 3 grudnia 1981 r. (M.P. z 1981 r. nr 29, poz. 271) na powierzchni 15,65 ha. Obecnie zajmuje 16,9786 ha.
Rezerwat utworzono w celu ochrony bogato urzeźbionej skarpy pradoliny Wisły (z licznymi źródłami i wąwozami), porośniętej wielogatunkowym lasem liściastym, który nie został w większym stopniu przekształcony przez działalność człowieka.
Na skraju lasu (tuż poza zachodnią granicą rezerwatu) znajduje się stworzony na planie koła cmentarz żołnierzy niemieckich i rosyjskich z czasów I wojny światowej (opisany w noweli Stefana Żeromskiego).
W bezpośredniej bliskości rezerwatu Skarpa Oborska znajdują się rezerwaty: Olszyna Łyczyńska, Łęgi Oborskie i Obory.

## Galeria

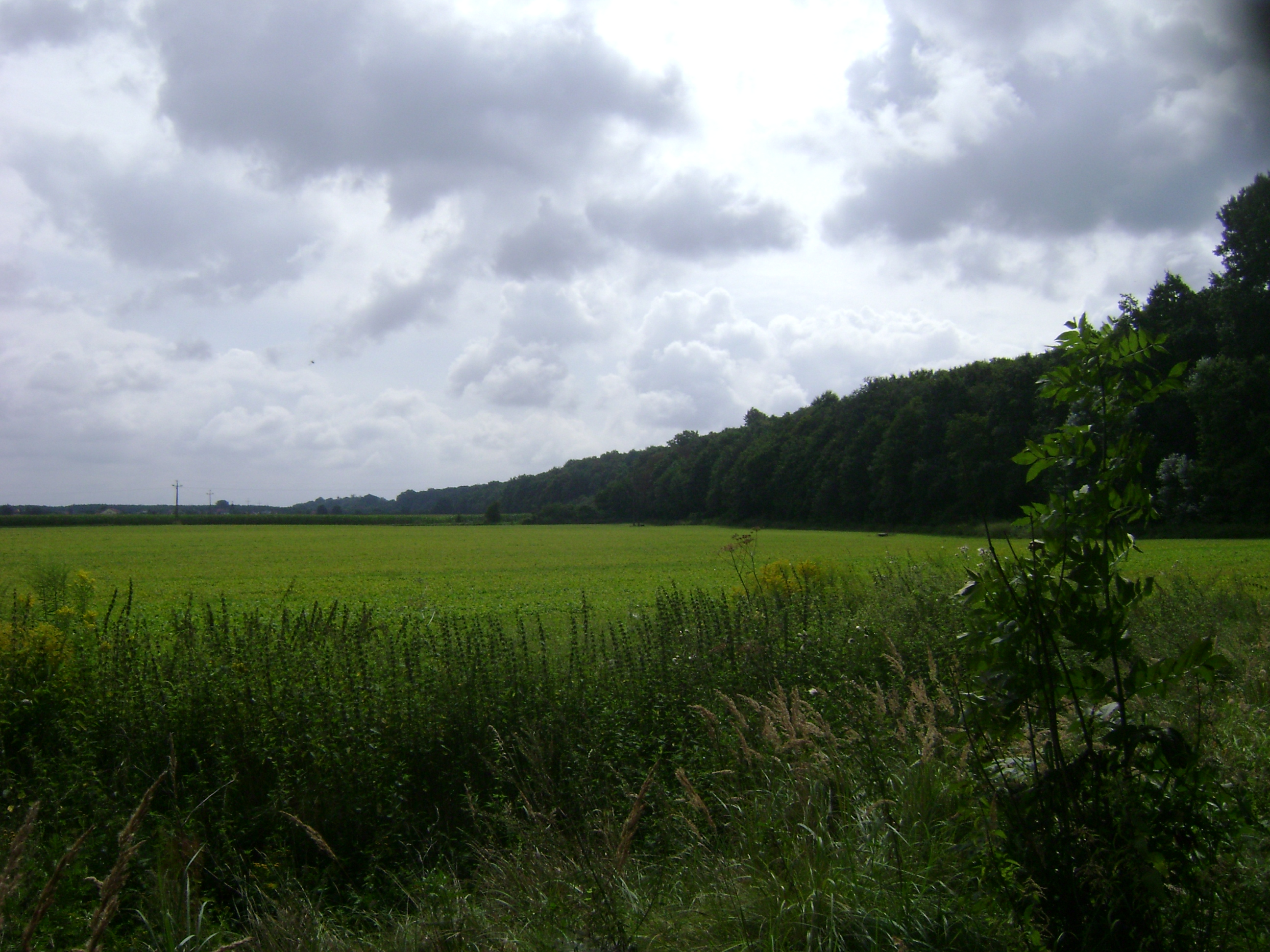
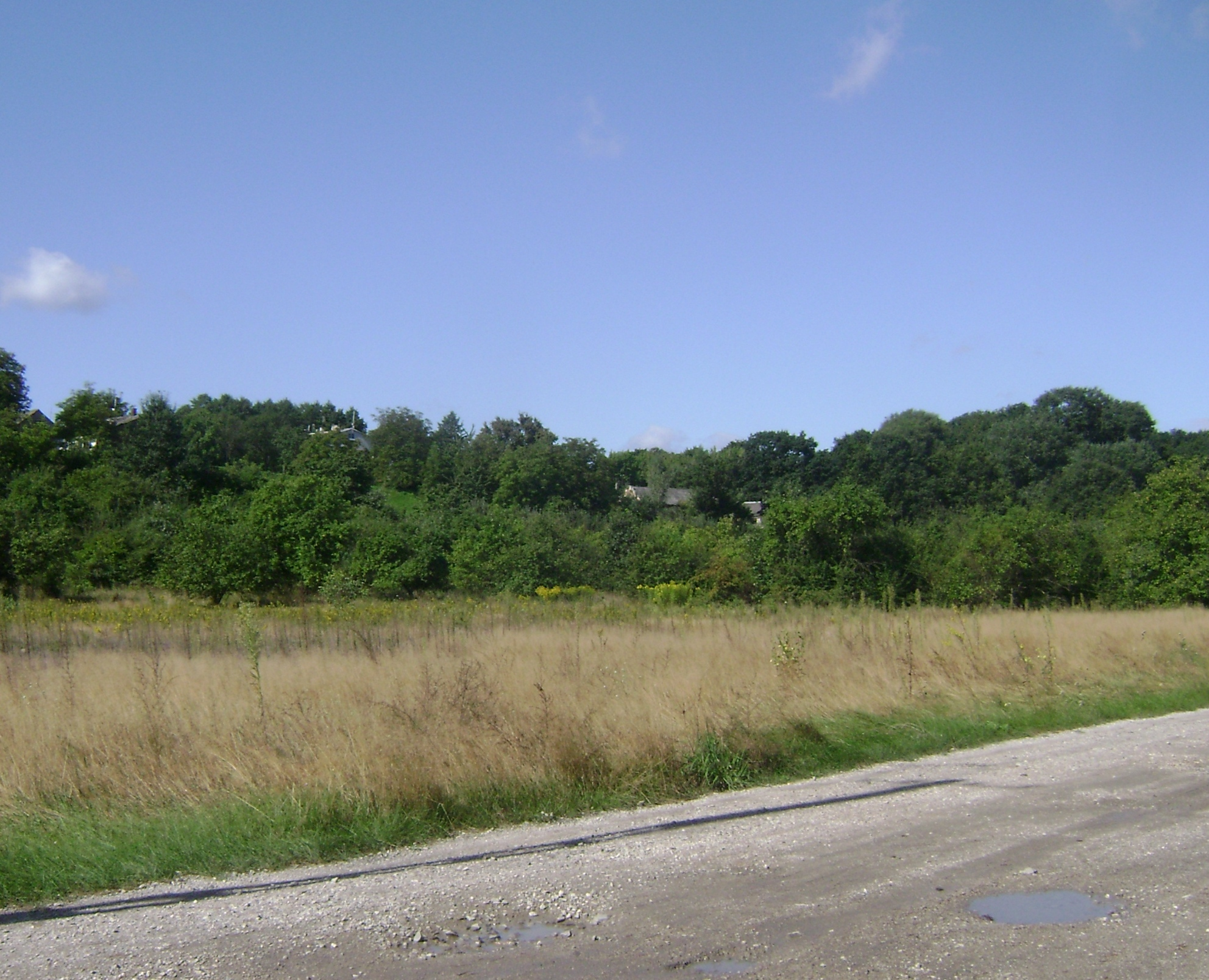
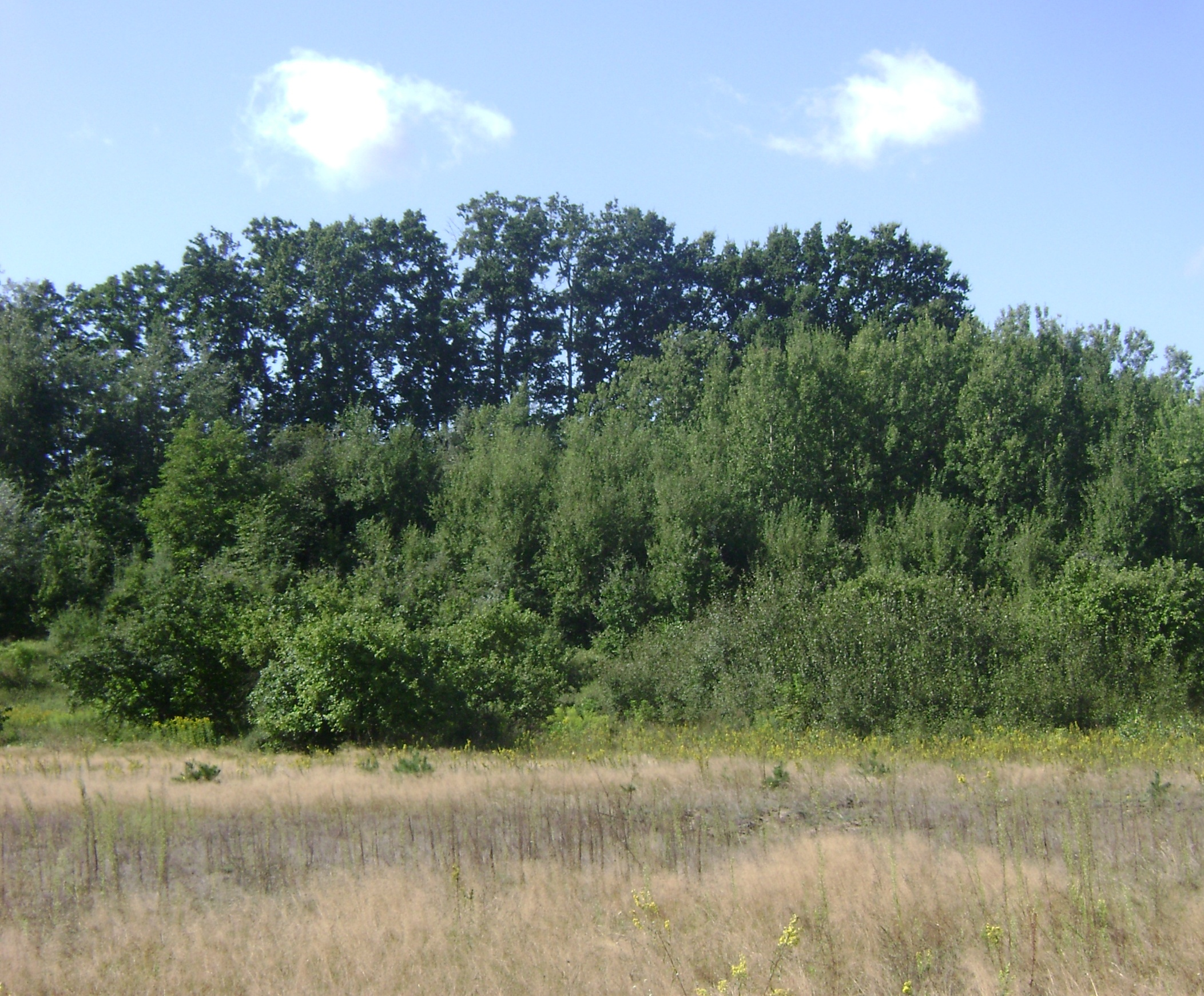